# Lopamudra Mitra
Lopamudra Mitra (bengalí: লোপামুদ্রা মিত্র; n. en Gangarampur, distrito de Dakshin Dinajpur, estado de Bengala Occidental) es una cantante y compositora india, que fusiona diferentes estilos musicales de su país como el "Rabindra Sangeet", un estilo originario del estado de Bengala. Reside en Calcuta y ha estado casada con el director de música Joy Sarkar desde 2001.

## Biografía
Lopamundra Mitra nació y creció allí en Gangarampur, South Dinajpur, India.

## Discografía
Canciones modernas y canciones de Tagore Álbumes
- Annya Hawa
- Notun Ganer Nouka Bawa
- Bhitor Ghorey Bristi
- Okarone
- Sankota Dulchhey
- Bhalobashtey Bolo (Best Puja Album in 2001)
- Bisshmoye (Tagore songs)
- Kotha Seshe (Tagore songs)
- Ei Abelay (Best Puja Album in 2003)
- O mor Dorodiya (Tagore songs)
- Jhor Hote Pari
- Kobita Theke Gaan
- Dakchhe Akash
- Mone Rekho (Tagore songs, 2006)[1]
- Emono Hoy (2006)
- Ananda (Ecstacy—Music designed by Joy Sarkar, 2009)
- Chhata Dhoro[2]
- Monfokira (Soul Mate—Bengali folk)

Álbumes básicos (Colaboraciones)
- Ganbela (con Srikanto Acharya)
- Surer Doshor (with Srikanto Acharya)
- Shapmochan (Tagore dance drama - con Srikanto Acharya and others)

## Premios
Ganó muchos premios por su singular y estilo dramático de canto, que se forma parte con la ayuda clásica y la calidad de su voz como tenora.
- Premio Disco de Oro por HMV en Finalización del décimo año de su vida musical.
- Cine Bengala Asociación de Periodistas - Premio a la Mejor reproducción Mujer para Sedin Chaitramash.
- Mejor Álbum y Mejor Cantante del año 2001, a partir de Anandabazar Patrika para Bhalobaste Balo.
- Mejor Cantante, Premio Estrella Jalsa, 2011.